# Victor Pițurcă
Victor Piţurcă (Orodel, 8 de maio de 1956) é um ex-futebolista romeno e ex-treinador da Seleção Romena de Futebol.